# Stone (Kent)
Stone es una parroquia civil y un pueblo del distrito de Dartford, en el condado de Kent (Inglaterra).

## Geografía
Según la Oficina Nacional de Estadística británica, Stone tiene una superficie de 6,11 km².

## Demografía
Según el censo de 2001, Stone tenía 8824 habitantes (49,78% varones, 50,22% mujeres) y una densidad de población de 1444,19 hab/km². El 21,75% eran menores de 16 años, el 73,13% tenían entre 16 y 74 y el 5,12% eran mayores de 74. La media de edad era de 34,8 años. Del total de habitantes con 16 o más años, el 36,48% estaban solteros, el 48,1% casados y el 15,42% divorciados o viudos.
El 94,61% de los habitantes eran originarios del Reino Unido. El resto de países europeos englobaban al 1,84% de la población, mientras que el 3,56% había nacido en cualquier otro lugar. Según su grupo étnico, el 95,19% eran blancos, el 1,1% mestizos, el 1,81% asiáticos, el 1,12% negros, el 0,49% chinos y el 0,25% de cualquier otro. El cristianismo era profesado por el 70,48%, el budismo por el 0,23%, el hinduismo por el 0,43%, el judaísmo por el 0,08%, el islam por el 0,4%, el sijismo por el 0,92% y cualquier otra religión por el 0,17%. El 17,66% no eran religiosos y el 9,64% no marcaron ninguna opción en el censo.
4684 habitantes eran económicamente activos, 4499 de ellos (96,05%) empleados y 185 (3,95%) desempleados. Había 3821 hogares con residentes, 84 vacíos y 3 eran alojamientos vacacionales o segundas residencias.